# 小行星8712
小行星8712（英語：8712 Suzuko）是一颗围绕太阳公转的小行星。1994年10月2日，圓舘金、渡邊和郎在北见发现了此天体。
这颗小行星的绝对星等为192.1956755888772等。